# Vietnamesische Badmintonmeisterschaft 1965
Die Vietnamesische Badmintonmeisterschaft 1965 fand in Ho-Chi-Minh-Stadt statt. Es war die zweite Austragung der nationalen Titelkämpfe von Vietnam im Badminton.

## Titelträger
| Disziplin    | Sieger              |
| ------------ | ------------------- |
| Herreneinzel | Âu Đức Minh         |
| Dameneinzel  | nicht ausgetragen   |
| Herrendoppel | Âu Tâm Đế Lâm Trình |
| Damendoppel  | nicht ausgetragen   |
| Mixed        | nicht ausgetragen   |